# 城巴NA29線
城巴NA29線是香港一條通宵機場巴士路線，屬由城巴有限公司營辦的「城巴機場快線」之一，於2015年7月23日起投入服務，來往港珠澳大橋香港口岸及將軍澳（寶琳），途經機場客運大樓後，駛上北大嶼山公路、青嶼幹線、長青隧道及呈祥道前往大窩坪、黃大仙、鑽石山、九龍灣及觀塘市中心，再駛經將軍澳隧道往返坑口，全程收費為$54.4。此路線為城巴A29線之通宵版本，於市區的走線及停靠站位均與該線相同。

## 歷史
香港機場管理局於2014年對香港國際機場的旅客及員工進行的全面的交通需求調查中，指出深宵和清晨時段往來機場的公共運輸服務較日間為少，而機場島員工要求專營巴士公司開辦特快的通宵巴士服務，由機場前往交通需求較集中的地區，讓他們可以更便捷地回家作息或上班，而在深宵和清晨抵港的旅客或市民亦可受惠於該等巴士服務。
因此，運輸署和城巴於2015年6月建議在該年暑假以試辦形式開辦一條深宵特快機場巴士路線，編號為「NA29」，來往機場（地面運輸中心）巴士總站及將軍澳（寶琳），其走線及停靠站位與當時的城巴A29線相若，惟往機場方向加停觀塘道近駿業里、創紀之城及九龍灣站（按：A29線往機場方向亦於2017年11月27日起加停上述三個巴士站），來回程於深宵時段各開一班車。運輸署和城巴會在此線試辦期間收集數據及檢討成效，若此線實收車費收益低於城巴同意承擔的成本，機管局將會補貼有關差額。
NA29線最終於2015年7月23日凌晨起投入服務。2017年9月1日起，此路線增加05:05由將軍澳（寶琳）開出的班次，使往機場方向之總班次增至兩班。為配合港珠澳大橋於2018年10月24日早上九時正通車，此路線於翌日（10月25日）凌晨起延長至港珠澳大橋香港口岸，往將軍澳方向的班次同時增至兩班，開出時間分別為00:30及01:00。因應香港國際機場二號客運大樓進行擴建工程，此路線往港珠澳大橋香港口岸方向由2019年11月29日起不再繞經翔天路，並取消「機場（2號客運大樓）」巴士站。
為配合將軍澳隧道巴士轉乘站（往將軍澳方向）於2020年10月2日起啟用，NA29線當日起往將軍澳方向加停該處，並與停靠該轉車站的新巴城巴路線提供轉乘優惠，方便乘客前往將軍澳各區；同年12月16日起，為配合屯門赤鱲角隧道公路通車而實施的交通安排，此路線由港珠澳大橋香港口岸開出並駛至順匯路後，改經赤鱲角路、東榮路及機場路前往機場（地面運輸中心）巴士總站。2021年5月1日，將軍澳隧道轉車站（九龍方向）正式啟用，此路線往港珠澳大橋香港口岸方向於翌日清晨起亦加停該處，並與停靠該轉車站的新巴城巴通宵路線提供轉乘優惠。2025年2月4日起，此路線由港珠澳大橋香港口岸開出的頭班車時間延遲至00:35；由將軍澳開出的班次則增至三班，開出時間為04:15、04:40及05:05。

## 服務時間及班次
NA29線每個方向於每日深宵時段在固定時間開出常規班次，列表如下：
| 港珠澳大橋香港口岸開 | 將軍澳（寶琳）開 |
| -------------------- | ---------------- |
| 00:35                | 04:15            |
| 01:00                | 04:40            |
| 不適用               | 05:05            |

## 收費
NA29線全程收費為$54.4，並設12歲以下小童及65歲或以上長者半價優惠，惟此線並不受長者及合資格殘疾人士公共交通票價優惠計劃中的$2票價優惠覆蓋。乘客登車時需以現金或八達通卡繳付車資，不設找贖；而每位成人乘客可免費帶同最多兩名四歲以下而且不佔座位的兒童乘車。此外，乘客亦可使用指定電子支付工具繳付車資，使用此支付方式的乘客可享有與其他城巴獨營路線或聯營線城巴班次之轉乘優惠，惟不適用於與非城巴路線之轉乘優惠，乘客亦不能享有「公共交通費用補貼計劃」。
NA29線沿途分段收費如下：
| 上車地點＼落車地點 | 將軍澳（寶琳） | 港珠澳大橋香港口岸 |
| ------------------ | -------------- | ------------------ |
| 畢架山花園起       | $36.6          | 不適用             |
| 黃大仙站起         | $26.2          |                    |
| 新寶城起           | $15.7          |                    |
| 青嶼幹線巴士轉乘站 | 不適用         | $41.9              |

此外，合資格的機場及港珠澳大橋香港口岸員工，持已向城巴登記「認可僱員身份」的實體個人八達通卡，可以每程$36.6優惠價乘搭此路線。相關乘客需在登車時向車長出示該八達通卡正面，獲得車長確認後以該卡繳付車費，優惠亦不能與其他轉乘優惠（青嶼幹線及將軍澳隧道巴士轉乘計劃除外）及即日來回優惠共用。

## 行車路線
NA29線由港珠澳大橋香港口岸開出的班次途經順匯路、赤鱲角路、東榮路、機場路、機場南交匯處、暢連路、機場（地面運輸中心）巴士總站、暢連路、機場南交匯處、機場路、北大嶼山公路、青嶼幹線、青衣西北交匯處、長青公路、長青隧道、青葵公路、天橋、呈祥道、龍翔道、大磡道、龍翔道、天橋、觀塘道、觀塘道下通道、觀塘道、鯉魚門道、將軍澳道、將軍澳隧道、將軍澳隧道公路、環保大道、迴旋處、昭信路、銀澳路、培成路、常寧路、寶寧路、寶琳北路及佳景路前往將軍澳（寶琳）；由將軍澳（寶琳）開出的班次途經欣景路、佳景路、寶琳北路、寶寧路、常寧路、重華路、培成路、銀澳路、昭信路、迴旋處、環保大道、將軍澳隧道公路、將軍澳隧道、將軍澳道、天橋、茶果嶺道、鯉魚門道、觀塘道、觀塘道下通道、觀塘道、天橋、觀塘道、天橋、龍翔道、呈祥道、天橋、青葵公路、長青隧道、長青公路、青衣西北交匯處、青嶼幹線、北大嶼山公路、機場路、暢航路、機場路、機場南交匯處、暢連路、航天城交匯處、赤鱲角路、順暉路及順匯路，具體停站請參考資訊框。

### 書籍
- 龔嘉豪. . 新尚線出版. 2016-02: 166-169. ISBN 9789881453112 （中文（香港））.

### 其他參考資料
1. 1 2 3 4 5  . 城巴有限公司.   [2024-01-18]. （原始内容存档于2024-01-18） （中文（香港））.
2. 1 2 3 4 5  . 城巴有限公司.   [2024-01-18]. （原始内容存档于2024-01-18） （中文（香港））.
3. 1 2  運輸署.  (PDF). 大嶼山發展諮詢委員會交通及運輸小組文件第11/2015號. 2015-06  [2024-01-18]. （原始内容存档 (PDF)于2024-01-03） （中文（香港））.
4. ↑   (PDF). 城巴有限公司. 2017-11-23  [2024-01-18]. （原始内容存档 (PDF)于2023-10-07） （中文（香港））.
5. ↑  運輸署.  (PDF). 離島區議會交通及運輸委員會討論文件T&TC 32/2015. 2015-06  [2024-01-18]. （原始内容存档 (PDF)于2022-06-22） （中文（香港））.
6. ↑  香港機場管理局.  (PDF). 立法會跟進香港國際機場三跑道系統相關事宜小組委員會第CB(4)491/16-17(02)號文件. 2017-02  [2024-01-18]. （原始内容存档 (PDF)于2023-02-07） （中文（香港））.
7. ↑   (PDF). 城巴有限公司. 2015-07-17  [2024-01-18]. （原始内容存档 (PDF)于2024-01-03） （中文（香港））.
8. ↑   (PDF). 運輸署. 2015-07-22  [2024-01-18]. （原始内容存档 (PDF)于2024-01-03） （中文（香港））.
9. ↑   (PDF). 城巴有限公司. 2017-08-18  [2024-01-18]. 原始内容存档于2017-08-25 （中文（香港））.
10. ↑   (PDF). 城巴有限公司. 2018-10-19  [2024-01-18]. （原始内容存档 (PDF)于2024-01-02） （中文（香港））.
11. ↑  . 運輸署. 2019-11-22  [2024-01-18]. （原始内容存档于2023-03-15） （中文（香港））.
12. ↑   (PDF). 城巴有限公司. 2019-11-22  [2024-01-18]. （原始内容存档 (PDF)于2023-08-11） （中文（香港））.
13. ↑   (PDF). 城巴有限公司, 新世界第一巴士服務有限公司. 2020-09-23  [2024-01-18]. （原始内容存档 (PDF)于2023-10-07） （中文（香港））.
14. ↑   (PDF). 城巴有限公司. 2020-12-14  [2023-07-13]. （原始内容存档 (PDF)于2023-07-13） （中文（香港））.
15. ↑   (PDF). 城巴有限公司, 新世界第一巴士服務有限公司. 2021-04-21  [2024-01-18]. （原始内容存档 (PDF)于2023-12-05） （中文（香港））.
16. ↑   (PDF) (新闻稿). 城巴有限公司. 2025-01-24  [2025-01-29]. （原始内容存档 (PDF)于2023-12-13） （中文（香港））.
17. ↑  . 城巴有限公司.   [2023-07-12]. （原始内容存档于2023-07-12） （中文（香港））.
18. ↑   (PDF). 城巴有限公司.   [2023-07-14]. （原始内容存档 (PDF)于2023-07-01） （中文（香港））.
19. ↑  . 城巴有限公司.   [2024-01-17]. （原始内容存档于2024-01-15） （中文（香港））.
20. ↑   (PDF). 城巴有限公司. 2023-12-14  [2023-12-18]. （原始内容存档 (PDF)于2023-12-14） （中文（香港））.
21. ↑  香港立法會.  (PDF). 2023年第133號法律公告: B2588-B2590. 2023-07-01  [2024-01-14]. （原始内容存档 (PDF)于2023-12-18） （中文（香港））.